# Lista över Sveriges medeltida ballader
Detta är en förteckning över alla 263 balladtyperna i de utgivna fem banden av Sveriges Medeltida Ballader (SMB).
Varje typ har en beteckning, som består av SMB + numret. Vidare är varje typ också klassificerad i The Types of the Scandinavian Medieval Ballad, med TSB + bokstav + nummer. Många gånger finns motsvarande balladtyp också på andra språk. I den här listan ges bara SMB-nummer, titel i SMB (med länk), och TSB-typbeteckning. För vidare information, även om paralleller på andra språk, se den individuella artikeln om balladtypen.

## Naturmytiska visor
1. Riddar Stigs runor (TSB A 4)
2. Sömnrunorna (TSB A 11)
3. Kung Erik och spåkvinnan (TSB A 12)
4. Jungfrun i fågelhamn (TSB A 16)
5. Den förtrollade riddaren (TSB A 19)
6. Varulven (TSB A 20)
7. Förvandling och förlösning (TSB A 22)
8. Blacken (TSB A 25)
9. Ravnen Rune (TSB A 26)
10. Jungfrun i hindhamn (TSB A 27)
11. Lindormen (TSB A 29)
12. Jungfrun förvandlad till lind (TSB A 30)
13. De två systrarna (TSB A 38)
14. Den förtrollade barnaföderskan (TSB A 40)
15. Redebold och Gullborg (TSB A 41)
16. Hilla lilla (TSB A 42)
17. Riddaren i fågelhamn (TSB A 44)
18. Unge Svedendal (TSB A 45)
19. Agneta och havsmannen (TSB A 47)
20. Näcken bortför jungfrun (TSB A 48)
21. Ungersven och havsfrun (TSB A 49)
22. Harpans kraft (TSB A 50)
23. Havsfruns tärna (TSB A 51)
24. Den bergtagna (TSB A 54)
25. Bergman och Herreman (TSB A 58)
26. Herr Magnus och havsfrun (TSB A 59)
27. Herr Peder och dvärgens dotter (TSB A 61)
28. Riddar Tynne (TSB A 62)
29. Herr Olof och älvorna (TSB A 63)
30. Jungfrurnas gäst (TSB A 64)
31. Älvefärd (TSB A 65)
32. Sorgens makt (TSB A 67)
33. Styvmodern (TSB A 68)
34. Gengångaren (TSB A 69)
35. Herr Mårten (TSB A 70)
36. Herr Holger (TSB A 71)

## Legendvisor
1. Jungfru Maria och Jesus (TSB B 4)
2. Underbar syn (TSB B 7)
3. Sankte Staffan (TSB B 8)
4. Sankt Göran och draken (TSB B 10)
5. Sankt Olovs kappsegling (TSB B 12)
6. Liten Karin (TSB B 14)
7. Maria Magdalena (TSB B 16)
8. Fru Gunnel och Eluf väktare (TSB B 17)
9. Herr David och hans styvsöner (TSB B 18)
10. Herr Peder och hans syster (TSB B 20)
11. Herr Töres' döttrar (TSB B 21)
12. Duvans sång (TSB B 22)
13. Isa lilla mö (TSB B 25)
14. Sjöfarare i hungersnöd (TSB B 26)
15. Herr Peder och pilgrimen (TSB B 28)
16. Eldprovet (TSB B 29)
17. Rik och fattig syster (TSB B 30)
18. Den rike mannens själ (TSB B 32)

## Historiska visor
1. Junker Stränger (TSB C 3)
2. Slaget vid Lena (TSB C 5)
3. Drottning Dagmars död (TSB C 6)
4. Drottning Bengjerd (TSB C 7)
5. Vreta klosterrov (TSB C 8)
6. Folke Algotssons brudrov (TSB C 15)
7. Sven Grotheson (TSB C 16)
8. Faxehus' förstörelse (TSB C 28)
9. Sten Sture d. ä. och dalkarlarna (TSB C 35)
10. Dalvisan (TSB C 40)
11. Gustav Vasa och dalkarlarna (TSB C 41)

## Riddarvisor
1. Dansen i rosende lund (TSB D 7)
2. Esbern Snare (TSB D 16)
3. Den rika bondedottern (TSB D 21)
4. Herr Karl av Norges land (TSB D 32)
5. Herr Karl och klosterjungfrun (TSB D 37)
6. Herr Lagman bortför herr Tors brud (TSB D 45)
7. Rudegull seglar bort med sin trolovade (TSB D 46)
8. Herr Nils och stolts Inga (TSB D 49)
9. Stolts Inga och junker Willemson (TSB D 53)
10. Pilgrimen och jungfrun (TSB D 60)
11. Herr Samsing (TSB D 61)
12. Kämpen Grimborg (TSB D 61 B)
13. Herr Grönborg (TSB D 62)
14. Herr Esbjörn (TSB D 67)
15. Ung Hillerström (TSB D 69)
16. Jungfrun hämtar sin fästman (TSB D 72)
17. Herr Hjälmer (TSB D 78)
18. Rosea lilla (TSB D 84)
19. Herr Niklas och stolts Adelin (TSB D 85)
20. Axel och Valborg (TSB D 87)
21. Broder prövar syster (TSB D 90)
22. Syster friar till broder (TSB D 91)
23. Herr Axel och hans syster (TSB D 96)
24. Henrik Valdemarsson (TSB D 99)
25. Herr Esbjörn och Ingalill (TSB D 104)
26. Ros Elin och kejsare David (TSB D 110)
27. Rosilias sorg (TSB D 115)
28. Den falska tärnan (TSB D 118)
29. Det ärbara frieriet (TSB D 125)
30. Stolts Inga och herr Joel (TSB D 131)
31. Förtvivlan (ballad) (TSB D 133)
32. Riddar Stigs bröllop (TSB D 139)
33. Giljarekonst (TSB D 140)
34. De goda råden (TSB D 144)
35. Den försmådde friaren (TSB D 148)
36. Jungfru Gunnela och riddar Perleman (TSB D 153)
37. Konungen och hertig Henriks syster (TSB D 154)
38. Palle Bossons död (TSB D 163)
39. Herr Oler (TSB D 167)
40. Lussi lilla (TSB D 168)
41. Brud i vånda (TSB D 182)
42. Väna Sigrid (TSB D 184)
43. Jöde Gunnarsson och stolts Hilla (TSB D 185)
44. Herr Esbjörn och stolts Elin (TSB D 195)
45. Torkel Tronesson (TSB D 201)
46. Ungersvens klagan (TSB D 214)
47. Älskogsklagan (TSB D 216)
48. Herr Peder och fru Margareta (TSB D 220)
49. Trohetsprövningen (TSB D 224)
50. Samtalet (TSB D 226)
51. Herr Ivar Jonsson och danska drottningen (TSB D 228)
52. Liten Kerstin och drottningen (TSB D 232)
53. Folke Lagmansson och drottning Hillevi (TSB D 233)
54. Falcken avrättas (TSB D 235)
55. Frillans hämnd (TSB D 239)
56. Herr Wronge (TSB D 243)
57. Herr Peder och liten Kerstin (TSB D 245)
58. Fru Märta och herr Tideman (TSB D 247)
59. Herr Tavel och stolts Adelin (TSB D 250)
60. Ebbe Skammelsson (TSB D 251)
61. Herr Ingevald dödar sin brud (TSB D 254)
62. Apelbrand och lilla Lena (TSB D 255)
63. Salmon (TSB D 256)
64. Kung Valdemar och Tova (TSB D 258)
65. Herr Peder, liten Kerstin och konungen (TSB D 260)
66. Fru Gundela (TSB D 274)
67. Dödsbudet (TSB D 279)
68. Kärestans död (TSB D 280)
69. Peder Pallebosson (TSB D 282)
70. Hustrun dör (TSB D 283)
71. Fästmannen dör (TSB D 284)
72. Farsot i landet (TSB D 286)
73. Lisa och Nedervall (TSB D 288)
74. Sonens sorg (TSB D 289)
75. Herr Peder och fru Malfred (TSB D 291)
76. Herr Olof bränns inne (TSB D 292)
77. Samsing drunknar (TSB D 293)
78. Stolts Margreta drunknar (TSB D 294)
79. Ungersvens svek (TSB D 295)
80. Linden och den falska tärnan (TSB D 297)
81. Herr Nils och herr Tideman (TSB D 299)
82. Olof Strångeson (TSB D 300)
83. Herr Dalebo Jonsson (TSB D 304)
84. Blekman (TSB D 249, TSB D 308)
85. Ebbe Tykesons dödsritt (TSB D 309)
86. Ribbolt och Göta lilla (TSB D 311)
87. Herr Aland och liten Cedeborg (TSB D 312)
88. Sven i rosengård (TSB D 320)
89. Den lillas testamente (TSB D 321)
90. Tove Slätt (TSB D 323)
91. Tore och hans syster (TSB D 324)
92. Hustrudråpet (TSB D 329)
93. Palne dräpes (TSB D 334)
94. Rikelund och Vendeli (TSB D 342)
95. Kung Valdemar och hans syster (TSB D 346)
96. Ingemar och Hofrid (TSB D 352)
97. Riddare på barnsängsgille (TSB D 358)
98. Riddar Malkolm fängslas för häststöld (TSB D 359)
99. Herr Peders sjöresa (TSB D 361)
100. Riddar Stigs fall (TSB D 365)
101. Herren Båld (TSB D 367)
102. Kung Valdemar och hans söner (TSB D 372)
103. Olyckligt levnadslopp (TSB D 374)
104. Klosterjungfrun (TSB D 376)
105. Paris och Helena I (TSB D 380)
106. Paris och Helena II (TSB D 381)
107. Hertig Fröjdenborg och fröken Adelin (TSB D 390)
108. Den bortsålda (TSB D 391)
109. David och Solfager (TSB D 392)
110. Hertig Henrik (TSB D 393)
111. Knut Huling (TSB D 394)
112. Per svinaherde (TSB D 395)
113. Kerstin stalldräng (TSB D 396)
114. Möns morgondrömmar (TSB D 397)
115. Kung David och stolts Malfred (TSB D 398)
116. Liten båtsman (TSB D 399)
117. Liten vallpiga (TSB D 405)
118. Allebrand harpolekaren (TSB D 409)
119. De sju guldbergen (TSB D 410)
120. Rövaren Rymer (TSB D 411)
121. Guldsmedsdottern som dräpte kungen (TSB D 413)
122. Dankungen och guldsmedens dotter (TSB D 415)
123. Herr Lage och jungfru Elinsborg (TSB D 419)
124. Riddar Olle (TSB D 421)
125. Florens Benediktsson och fru Margareta (TSB D 424)
126. Skepparen och jungfrun (TSB D 426)
127. Dankungen och Långlöte möja (TSB D 427)
128. Habor och Signild (TSB D 430)
129. Karl Vågeman (TSB D 434)
130. De bortstulna konungadöttrarna (TSB D 435)
131. Fredrik II i Ditmarsken (TSB D 436)

## Kämpavisor
1. Vidrik Verlandsons kamp med Torkel Troneson (TSB E 5)
2. De tolv starka kämpar (TSB E 10)
3. Den stridbare munken (TSB E 19)
4. David och Goliat (TSB E 23)
5. Fästmö befriar fästman (TSB E 31)
6. Syster befriar broder (TSB E 32)
7. Ulf från Jern (TSB E 37)
8. Sivert Snarensven (TSB E 49)
9. Sven Svanevit (TSB E 52)
10. Stolt herr Alf (TSB E 58)
11. Den stridbara jungfrun (TSB E 64)
12. Kung Speleman (TSB E 90)
13. Helleman unge (TSB E 96)
14. Sven Fötling och trollet (TSB E 115)
15. Vidrik Verlandsons kamp mot resen (TSB E 119)
16. Tors hammarhämtning (TSB E 126)
17. Esbjörn Prude och Ormen stark (TSB E 128)
18. Ulven starke (TSB E 129)
19. Orm ungersven (TSB E 132)
20. Holger Dansk och Burman (TSB E 133)
21. Ramunder (TSB E 139)
22. Hemming och bergtrollet (TSB E 144)
23. Havsmannen (TSB E 148)

## Skämtvisor
1. Den giftaslystna (TSB F 1)
2. Friarna (TSB F 5)
3. De omöjliga uppgifterna (TSB F 6)
4. Möns och svennens samtal (TSB F 7)
5. Finn Komfusenfej (TSB F 8)
6. Den motsträvige brudgummen (TSB F 10)
7. Herr Lage och herr Jon (TSB F 11)
8. Skära strå (TSB F 12)
9. Valiknut (TSB F 16)
10. Mjölnarens dotter (TSB F 17)
11. Kom till mig på lördag kväll (TSB F 18)
12. Bonde borrade hjul (TSB F 19)
13. Flickor planterade kål (TSB F 20)
14. Bonddrängen och jungfrun (TSB F 22)
15. Germund smed och prästens dotter (TSB F 24)
16. Klampen (TSB F 25)
17. Tiggargubbens brud (TSB F 26)
18. Den förförde ungersvennen (TSB F 29)
19. Käringen på havsbotten (TSB F 30)
20. Änka och mö (TSB F 31)
21. Malins prov (TSB F 32)
22. Håkan Hök (TSB F 33)
23. Käringen på bröllop (TSB F 36)
24. Bonden och hans hustru (TSB F 40)
25. Per spelman (TSB F 45)
26. Det underbara bältet (TSB F 46)
27. Truls med bågen (TSB F 53)
28. Lars och Mas (TSB F 54)
29. Bonden och kråkan (TSB F 58)
30. Kolorumgris (TSB F 60)
31. Rävens testamente (TSB F 63)
32. Bonden och räven (TSB F 64)
33. Kattens död (TSB F 66)
34. Tordyvelns bröllop (TSB F 67)
35. Bröllopet i Kråkelund (TSB F 68)
36. Bonden och oxen (TSB F 69)
37. Sven den unge (TSB F 70)
38. Bröllopskosten (TSB F 71)
39. Leja tjänstepiga (TSB F 72)
40. Käringen och hovmannen (TSB F 73)
41. Tjuvarna (TSB F 75)
42. Den väldige mannen (TSB F 55)
43. Daniel ungersven (TSB: Ej angivet?)
44. Bakvända världen (TSB: Ej angivet?)